# Ferula pseudalliacea
Espèce
Ferula pseudalliacea est une espèce de plantes à fleurs de la famille des Apiaceae,  endémique du nord-ouest de l'Iran. Il s'agit d'une des espèces dont on extrait la gomme-résine connue sous le nom d'ase fétide, bien que sa relation taxonomique avec les autres sources botaniques de ce produit reste confuse.

## Taxonomie
L'espèce a été décrite pour la première fois en 1953 par le botaniste autrichien Karl Heinz Rechinger. Certains auteurs ont suggéré qu'il s'agit d'un synonyme plus récent de Ferula assa-foetida,. 

## Répartition
L'espèce est endémique du nord-ouest de l'Iran.

## Usages
La gomme-résine extraite de la racine pivotante de Ferula pseudalliacea est traditionnellement utilisée en médecine et en alimentation sous le nom d'ase fétide. Il s'agirait d'une variété amère habituellement associée au taxon Ferula assa-foetida.